# Cladopsammia eguchii
Espèce
Statut CITES
Cladopsammia eguchii est une espèce de coraux appartenant à la famille des Dendrophylliidae.